# Klaus Michael Rückert
Klaus Michael Rückert (* 11. April 1967 in Bad Cannstatt) ist ein deutscher Politiker (CDU) und seit 2010 Landrat des Landkreises Freudenstadt. Zuvor war er von 1999 bis 2003 Erster Beigeordneter in Weil der Stadt und von 2003 bis 2008 Erster Bürgermeister in Baden-Baden.

## Ausbildung und Beruf
Er studierte nach dem Abitur 1986 in Leonberg zunächst kurz Medizin in Tübingen und dann Rechtswissenschaften in Tübingen und München. Von 1995 bis 1997 war Rückert als Rechtsanwalt in einer Stuttgarter Kanzlei tätig, ehe er in die Grundsatzabteilung des baden-württembergischen Staatsministeriums wechselte. Daneben wurde er 1998 in Tübingen promoviert zum Thema „Umweltrechtliche Klauseln in öffentlich-rechtlichen Verträgen - Gestaltungschance für die Kommunen?“. Später absolvierte er nebenberuflich eine Fernstudium der katholischen Theologie.

## Politische Karriere
Ab 1999 war er Erster Beigeordneter in Weil der Stadt. 2001 kandidierte er erfolglos gegen Wolfgang Leidig für das Amt des Oberbürgermeisters von Schwäbisch Gmünd. 
Rückert wechselte dann 2003 als Erster Bürgermeister nach Baden-Baden, bei der Oberbürgermeisterwahl 2006 in Baden-Baden unterlag er aber seinem CDU-Parteikollegen Wolfgang Gerstner. 2008 wurde er als Regierungsvizepräsident ans Regierungspräsidium Karlsruhe berufen. Als Erster Bürgermeister in Baden-Baden folgte ihm Werner Hirth nach.
2010 setzte sich Rückert bei der Wahl zum Landrat des Landkreises Freudenstadt im ersten Wahlgang mit 23 von 43 Stimmen gegen seine beiden Mitbewerber, die Freudentaler Bürgermeisterin Dorothea Bachmann und den Oberkochener Bürgermeister Peter Traub durch. Am 11. Juni 2018 wurde Klaus Michael Rückert vom Freudenstädter Kreistag mit 29 von 37 Stimmen für weitere acht Jahre in seinem Amt bestätigt. Ende September 2025 legt er sein Amt vorzeitig nieder.

## Weitere Ämter
In seiner Funktion als Landrat ist Rückert, Vorsitzender des Aufsichtsrats der Krankenhäuser Landkreis Freudenstadt gGmbH, Verwaltungsratsvorsitzender der Kreissparkasse Freudenstadt, Vorsitzender des Nationalpark-Rats des Nationalparks Schwarzwald, Vizepräsident des Tourismusverbands Baden-Württemberg, Stellvertretender Aufsichtsratsvorsitzender der Schwarzwald Tourismus GmbH, Mitglied des Verwaltungsrats der Oberschwäbischen Elektrizitätswerke (OEW).

## Familie und Privates
Rückert ist verheiratet und hat zwei Töchter.